# Aplikovaná fyzika

Obraz z magnetické rezonance

Aplikovaná fyzika je mezioborový (interdisciplinární) obor na rozhraní fyziky, technických oborů, a případně medicíny.

## Charakteristika

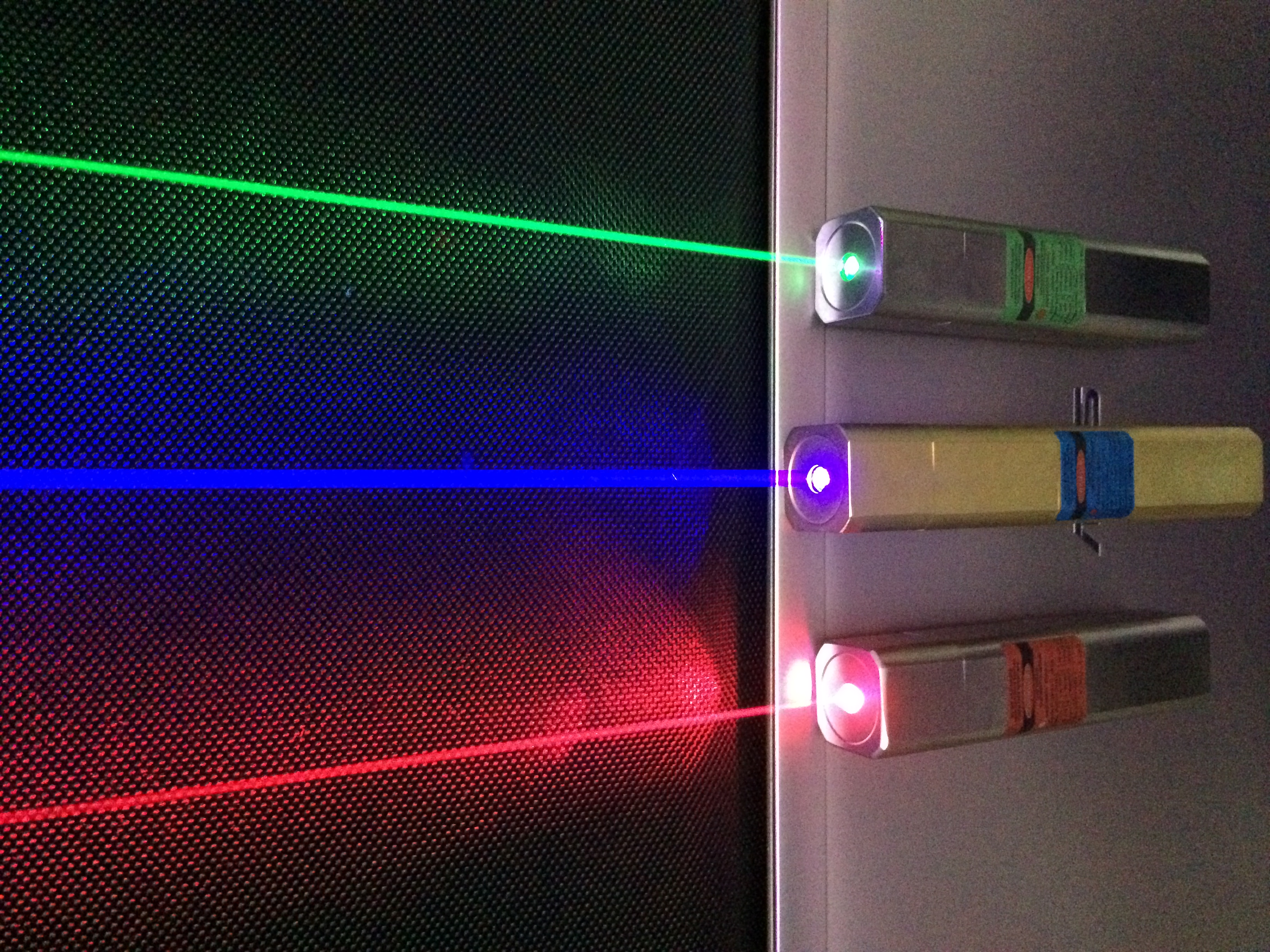
Pokus s využitím laseru

Předmětem studia je modelování chování složitých systémů, zkoumání (analyzování) komplikovaných dějů a jevů při technologických procesech, kombinování poznatků z oblasti fyziky s poznatky z technických aplikací, sumarizace získaných vědomostí a znalostí, interpretace poznatků z hlediska řešení problémů v praxi.
Základem studia oboru je obecný matematicko-fyzikální základ (především matematická analýza). Tento základ je později rozvíjen například v elektronice, přístrojové fyzice, počítačové technice, programování, řízení experimentu, moderních elektronických a optických měřících metodách a dalších.
Obor se dělí do mnoha různých specializací například na metrologii, na fyziku technologických procesů, na fyzikálně-chemické modelování, na biofyziku, na počítačovou techniku a její aplikace, na inženýrskou fyziku a mnoha dalších.

### Specializace na metrologii
Specializace na metrologii zahrnuje soubor fyzikálních disciplín zabývajících se teoretickými, experimentálními, aplikačními a technickými klasickými a kvantovými aspekty měření, fyzikálních principů a automatizace měřicích metod a měřicích přístrojů, nedestruktivních měření, způsobů měření elektrických i neelektrických veličin elektrickými, optickými a jinými speciálními způsoby. Obsahuje též problematiku vyhodnocování souborů naměřených hodnot metodami statistické a numerické matematiky za použití počítačové techniky a fyzikálních aspektů metrologie.

### Specializace na fyziku technologických procesů
Specializace je zaměřena na fyziku pevných látek a inženýrství materiálů, technologii vytváření tenkých vrstev a modelování termomechanických procesů, na seznámení s elektronickými systémy a měřící technikou potřebnou pro studium struktury a vlastností látek.

### Specializace na fyzikálně-matematické modelování

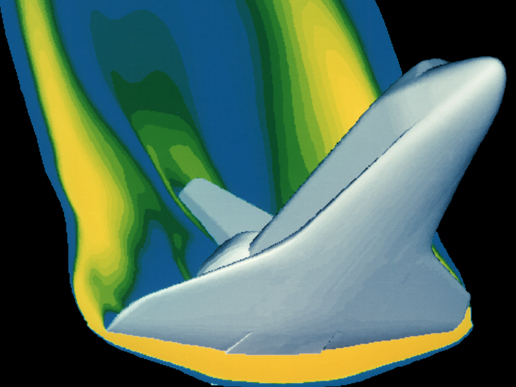
Počítačový model raketoplánu během opětovného vstupu

Specializace se podrobně zabývá mechanikou kontinua, hydromechanikou, akustikou, termodynamikou, teorií přenosových procesů, vytváření, řešení a optimalizování fyzikální modelů rozmanitých (např. biologických) systémů.

### Specializace na ionizující záření
Specializace se je zaměřena na aplikace jaderných věd a má tedy návaznosti na všechny oblasti, kde se využívá jaderné energie, radioaktivních látek a ionizujícího záření. Člověk se může zaměřit na radiační ochranu, aplikace ionizujícího záření v medicíně, jaderné reaktory a mnoho dalšího.

## Možnosti studia v Česku
V roce 2013 možnost studovat aplikovanou fyziku jako samostatný obor nabízely v České republice tyto univerzity:
- Technická univerzita v Liberci (Fakulta přírodovědně-humanitní a pedagogická)[1]
- Univerzita Karlova v Praze (Matematicko-fyzikální fakulta)[2]
- Univerzita Palackého v Olomouci (Přírodovědecká fakulta)[3]
- Vysoká škola báňská – Technická univerzita Ostrava (univerzitní studijní programy)[4]
- Západočeská univerzita v Plzni (Fakulta aplikovaných věd), jako Aplikovaná a inženýrská fyzika[5]
- České vysoké učení technické (Fakulta jaderná a fyzikálně inženýrská)

Aplikovanou fyziku jakožto studijní program pak dále nabízí Masarykova univerzita v Brně (Přírodovědecká fakulta), Ostravská univerzita (Přírodovědecká fakulta) a Slezská univerzita v Opavě (Filozoficko-přírodovědná fakulta).